# 配膳ロボット

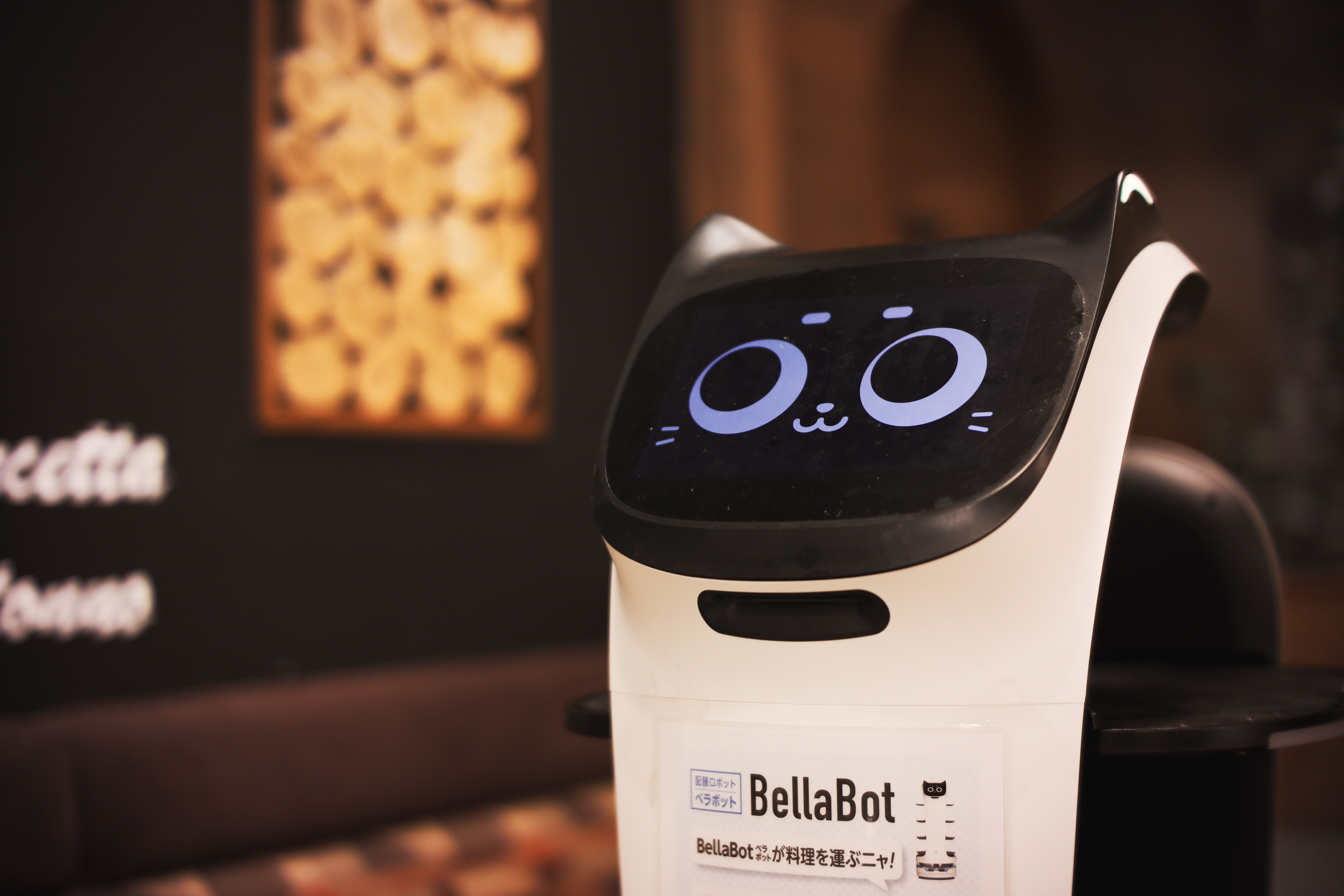
日本のすかいらーく系列店などで使用されている配膳ロボットであるネコ型のBellaBot

配膳ロボット（はいぜんロボット）とは、サービスロボットの一種であり、飲食店などで厨房から利用客がいる座席まで、注文された料理を運搬するほか、食べ終わった料理を下げる下げ膳も行うことがある。中国などでは2010年代半ば頃からいくつか導入事例があったが、2019年の新型コロナウイルス感染症の世界的流行以降、人間同士の接触を伴う接客を回避するために他の地域でも急速に普及した。主に飲食店で使用されるが、病院など飲食店ではない場所で使用されたり、配膳用に開発されたロボットが他のものを運ぶ用途で使われることもある。2023年時点で使用されている配膳ロボットとしては、中国のプードゥ・ロボティクスが開発したネコ型の配膳ロボットであるBellaBotや同じく中国のキーンオンロボティックスが開発したPEANUT、アメリカのBear Roboticsがソフトバンクロボティクスの支援で開発したServiなどがよく知られている。

## 機能

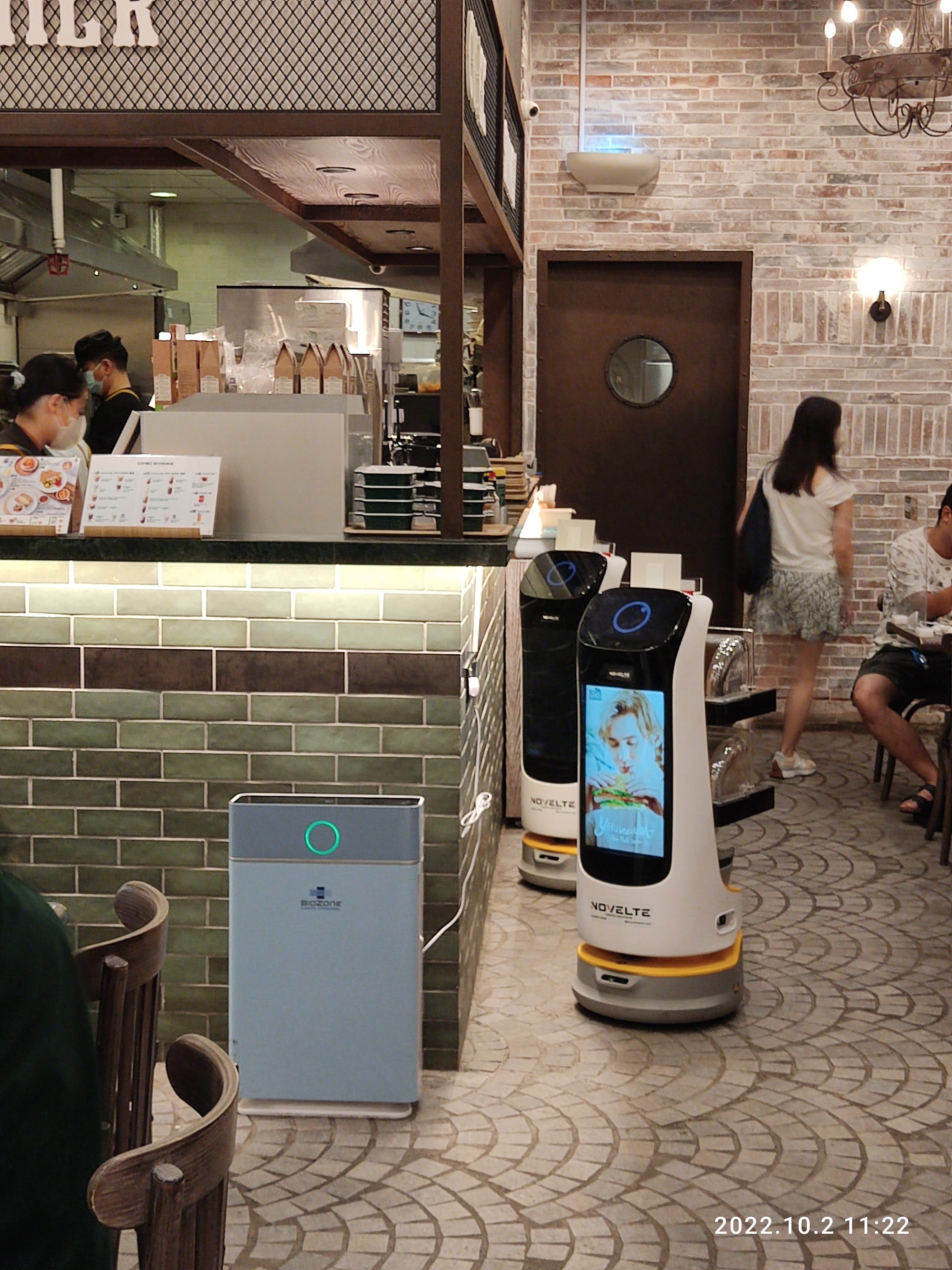
香港で稼働中の配膳ロボット

配膳ロボットの主な機能は、調理場で作った料理を接客フロアまで運搬することである。料理が出来上がった後、スタッフが配膳ロボットに対して料理を客席のどこまで運ぶか位置を指定し、ロボットが客席まで運搬を行う。運搬後、配膳ロボットにのっている料理を客席に下ろす工程は人間が行うこともある。ホテルや旅館などにおいては、配膳ロボットを使用するのはバックヤードでの運搬だけで、顧客に料理を出すところでは従業員が出ていって行うという運用をしているところもある。
顧客が食事を終えた後の下げ膳もロボットを使って行うことがある。下げ膳の際も配膳の際同様、顧客がロボットに食べ終わった皿を載せる必要がある場合がある。
店内で自力で移動をするための仕組みが備え付けられている。飲食店の床に磁気テープを設置し、このテープで誘導して皿を運ばせる方式（無人搬送車（AGV））と、カメラやレーザーレーダー（LIDAR）などを用いて自動的に室内の地図を作成し、自分の位置を推定するSLAM機能を用いるものがある。工場などで用いる運搬ロボットは動線がある程度決まっているので磁気テープによる誘導で充分対応できるが、飲食店においては床を水で清掃するので磁気テープが剥がれることがある上、人の動線が固定されていないため、配膳ロボットはSLAM機能を用いるもののほうが有効であると言われている。カメラを使用するものとしては、天井に貼ったシールに赤外線を反射させて位置を把握するタイプのものなどがある。障害物を感知するための超音波センサなども備え付けられている。
客席に設置して注文を受け付けるタブレットと連動して配膳ロボットを運用することもある。注文した食べ物の誤配が発生しないよう、フードコートなどではアプリを使って注文し、客席でテーブルに料理を下ろす際もアプリを使って指示して皿を出させるような運用を行う配膳ロボットもある。
簡単な感情表現の機能を備えているものもある。

## 導入の目的
配膳ロボットを飲食店が導入する目的は以下の3点であると言われている。
- サービス向上…これまで配膳に費やしていた時間で従業員は調理や顧客対応などに力を注ぐことができる[10]。
- 生産性の向上…配膳、下膳の効率がよくなり、店の回転率も上がる[10]。
- 労働力不足の解消…安定的に労働力を確保できる[10]。

## 運用上の課題
他のロボット同様、段差の多い床ではうまく稼働させられないことがある。運搬中にスープ類などをこぼしてしまう可能性もあるため、運用する場所では床の段差をできるだけ減らす必要がある。床の継ぎ目に金属のパーツなどを使用するのも、配膳ロボット通行時の振動の原因になるのであまり好ましくない。
ロボット同士がすれ違っても大丈夫な程度のスペースの余裕がある通路を用意する必要がある。このため、ビルに入っている狭い店舗や通路が入り組んだ店舗などでは導入が困難である。BellaBotを展開するプードゥー・ロボティクス社のCEOチョウ・トウは、この問題に対して小型の配膳ロボット「KettyBot」を提供することで対応しているとしている。
ガラス張り部分が多い店舗では、配膳ロボットが搭載しているセンサから出る光が透明なガラスを透過してしまうため、障害物検知などでうまく稼働できなくなることがある。
客席数が少ない店舗ではあまり配膳ロボットを稼働させる余地がなく、導入してもそれほど効果があがらない。
配膳ロボットの普及は、アレルギー対応などが必要な顧客にとっては不便であるとも指摘されている。人間が給仕を行う場合はその場で食材について問い合わせることが可能であるが、配膳ロボットにはそうした問い合わせに応じる機能が装備されていないことがほとんどであるためである。
実際にお店で起きた問題として、すかいらーくが運営するしゃぶしゃぶ食べ放題チェーン「しゃぶ葉」で、配膳ロボットが一度に複数卓へ料理を運ぶ間に、他の卓の分まで「横取り」する客が現れる問題が発生した。

## 来歴

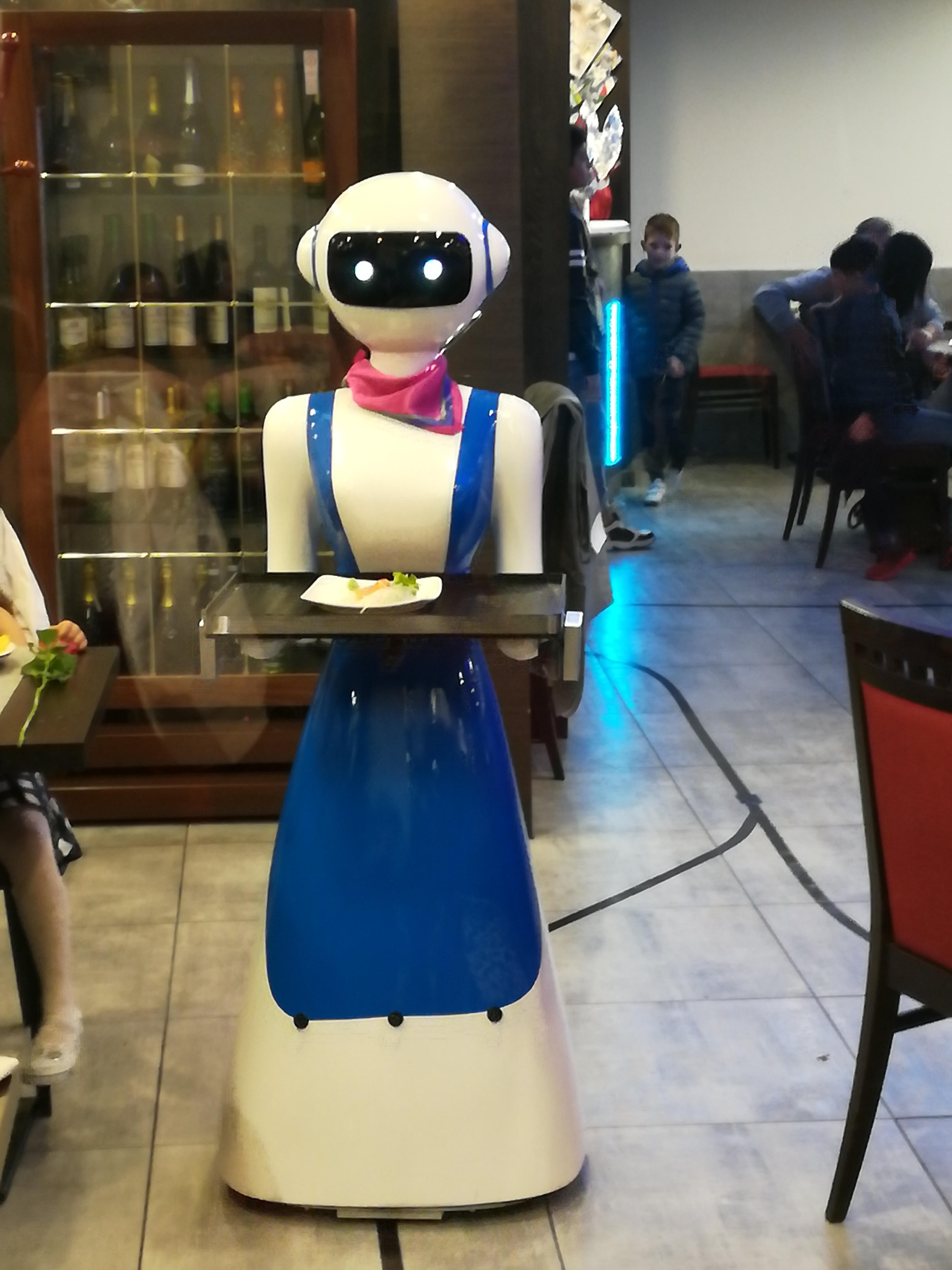
イタリアのラパッロで稼働中の配膳ロボット

それ以前から散発的な使用事例はあったが、飲食店にロボットを導入し、仕事を自動化する試みが世界各地で目立つようになったのは2016年頃からであると考えられている。しかしながら「技術的な限界や人間中心の営業オペレーションとの融合の難しさ」ゆえに普及速度は遅かった。2019年以前の配膳ロボット導入事例は、主に従業員の負担軽減や、ロボットが配膳をするという新奇な面白さの提供を目的とするのものが多かった。
こうした状況が変わって配膳ロボットが大きく普及するきっかけとなったひとつは2019年の新型コロナウイルス感染症の世界的流行である。世界各地の病院などで、隔離された患者に食事を運ぶため、患者と接触しても感染する危険性のない配膳ロボットが活用された。飲食店での接客時に人と人との接触を減らすための対抗策としても幅広く導入された。
新型コロナウイルス感染症の流行以前と同様、引き続き人手不足の解消対策としても注目されている。

### 中国における市場の拡大

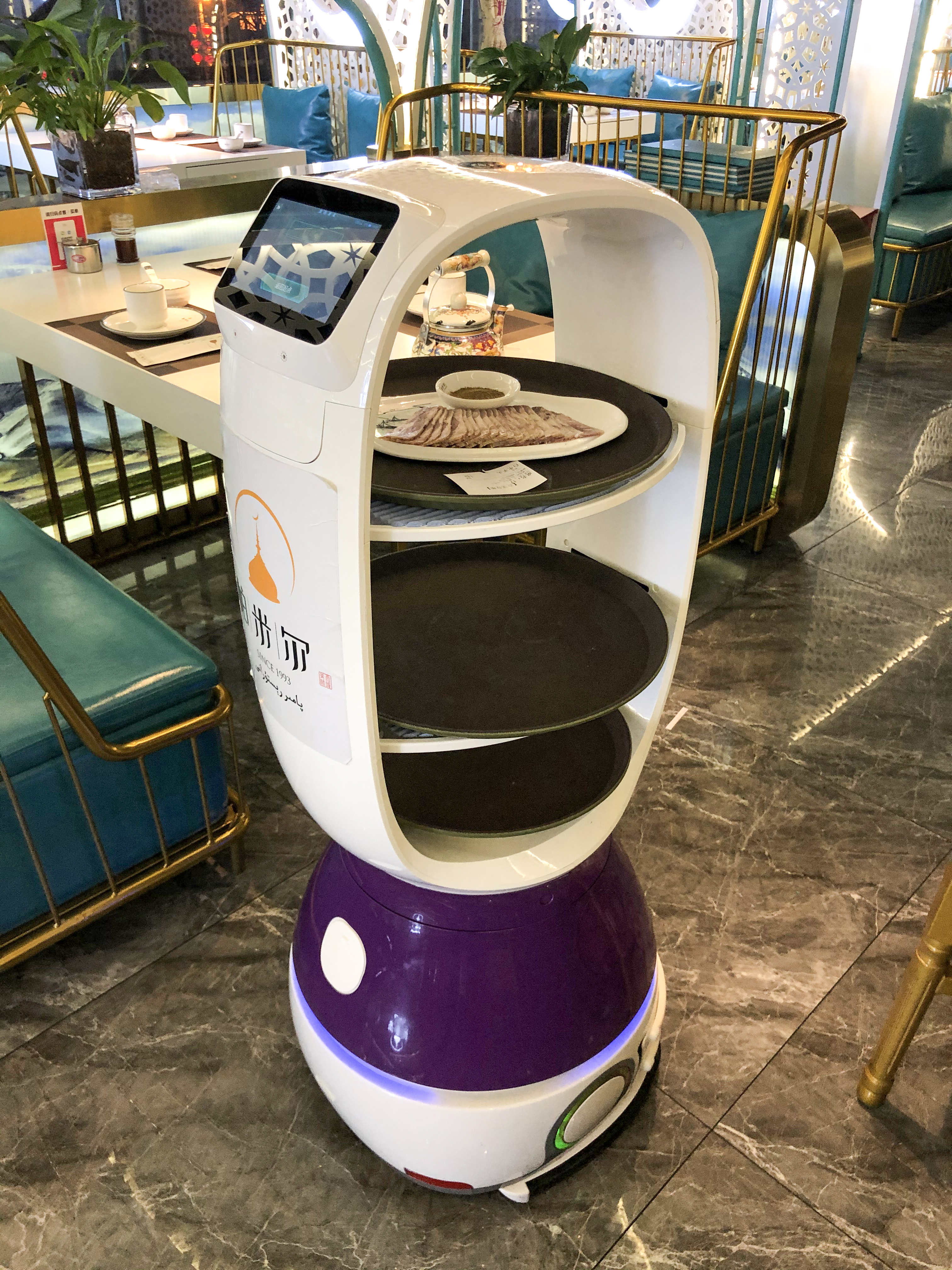
北京で食べ物を運ぶ配膳ロボット

#### 初期の展開
中国においてはサービスロボットが早くから導入され、市場拡大も急速であった。2014年8月には崑山市に配膳や調理にロボットを用いるレストランである天外客机器人餐庁が開店した。中国のパンゴリン社は2013年からサービスロボット開発を行っており、2016年末時点までに累計1000台の配膳ロボットを200以上の都市に提供している。パンゴリン社は、日本のように最初から高い技術でさまざまな動きに対応できるロボットを開発するのではなく、ロボットが皿を持って利用客のいるところまでは動けるが、そこからテーブルに皿を下ろす工程は人間がやるなど、できるところからロボットにやらせる方針で開発を行った。
2016年創業のプードゥ・ロボティクスはネコ型の配膳ロボットであるBellaBotを2023年10月頃までに世界中で6万台販売しており、日本のすかいらーくホールディングスにも2022年末時点で約3000台を納入している。BellaBotは料理をロボットに載せてテーブル番号を入力するだけで配膳指示が可能である。4段のトレイで40キログラムまでの重量を運搬でき、顧客が注文した料理が客席に運ばれるとその皿が載った部分のトレイが青く光って、顧客にその皿をとるよう促す。ディスプレイに簡単な感情表現機能がついており、ネコの耳がついている頭にあたる部分をなでると喜んだような表情が表示される。表情は20種類ほど搭載されており、顧客の誕生日に歌を歌いながらケーキを運べる機能もついている。
2018年11月には天津市内に調理から配膳まで全てロボットが行う京東X未来レストランが開店した。ここで使用されている配膳ロボットはディスプレイに笑顔を表示できる機能がある。

#### 新型コロナウイルス感染症の流行（中国）
新型コロナウイルス感染症の世界的流行に伴い、これまで中国で実施されていたロボットを用いた非接触型サービスが「一気に花開いた」状況となった。病院や感染の疑いがある者の隔離場所として使用されたホテルで配膳ロボットをはじめとするサービスロボットが活用された。
2020年の半ば頃には、中国は飲食店におけるサービスロボットが最も盛んに使用されている地域とみなされるようになっていた。中国のキーンオンロボティクスは、AIを搭載した配膳ロボットPEANUTをこの時期までに世界中で7000台売り上げていた。

### 日本における展開
2018年3月より東京ミッドタウン日比谷のQ CAFE by Royal Garden Cafeがシャープと共同開発した配膳ロボットを導入したが、これは店内地図データを事前に登録しておき、それに沿って備え付けの赤外線センサを使って周辺の状況を感知しながら自走するタイプのロボットであった。

#### 新型コロナウイルス感染症の流行（日本）
2019年の新型コロナウイルス感染症の世界的流行をきっかけに、日本では3つの密を回避する対策として飲食店でできるだけ人と人の接触を減らすための対策が進み、その一環として配膳ロボットが導入されるようになった。2020年半ば頃に日本における新型コロナウイルス感染症の感染者が増加の兆しを見せたこともあり、サービスロボットを用いた感染症対策に対する関心が高まり、こうしたロボットを扱う企業に対する問い合わせが激増した。2020年4月より、居酒屋の定楽屋が、中国のキーンオンロボティックスが開発した配膳ロボットPEANUTを導入した。7月には居酒屋の土間土間や三笠会館が運営するTHE GALLEY SEAFOOD & GRILLなどもPEANUTを導入した。三笠会館はビュッフェの密を解消することを目的にPEANUTを導入したが、この時の導入コストは1台200万円であったという。
焼肉店チェーンである安楽亭は2020年にメカトロニクス部という店内自動化専門の部署を設立し、2021年にはキーンオンロボティックス開発のDINERBOT T6という配膳ロボットを導入した。T6は、POSレジなど店内システムとの連携を目的に、独自アプリケーションによって制御されている点が特徴である。  
また2022年には、キングソフト株式会社が提供する配膳ロボット「Lanky Porter」も導入されており、2023年時点で約120台が稼働していると報じられている。
ソフトバンクロボティクスは2020年にシリコンバレーのスタートアップ企業であるBear Roboticsと共同し、Bear Roboticsが開発していた配膳ロボットPennyを改良したServiを開発し、お披露目した。Serviは30キロの重量を運搬でき、インターネットで運用データを遠隔管理できる。物語コーポレーションが運営する焼肉店である焼肉きんぐは2020年1月よりServiを使用するようになったが、これは食べ放題の追加注文を処理するためにスタッフの業務が中断されることが多く、その業務負担緩和のために導入されたという。2021年1月からソフトバンクロボティクスは配膳ロボットの貸し出し事業を開始した。

#### すかいらーくホールディングスによるBellaBot大規模導入以降

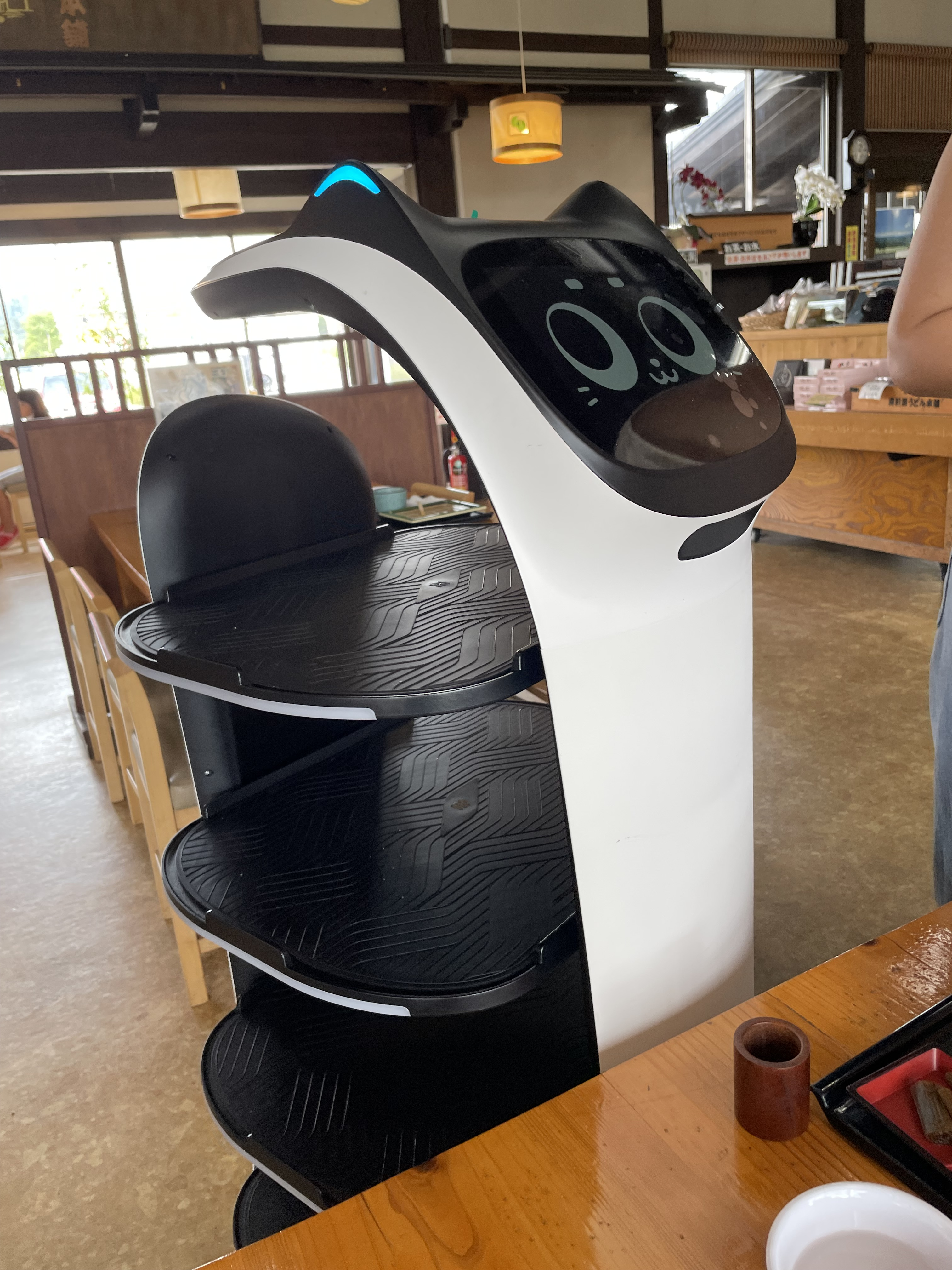
稼働中のBellaBot

2021年10月、すかいらーくホールディングスが、ファミリーレストランであるガストやしゃぶしゃぶ店であるしゃぶ葉などをはじめとする約2000店の系列店舗に、2022年末までにプードゥ・ロボティクス（普渡科技）のネコ型配膳ロボットであるBellaBotを導入すると発表した。これまで、日本のファミリーレストラン系チェーン店ではサイゼリヤ、とんでんホールディングズ、レインズインターナショナルなどで若干の導入事例があったが一部店舗にとどまっており、数千台規模での導入をめざしたすかいらーくホールディングスの計画は極めて規模の大きい事例であった。すかいらーくホールディングスは、配膳ロボットのテスト導入で顧客の8割が好意的な反応を示したため、大規模導入に踏み切ったという。これ以降、すかいらーくホールディングスは新規開店や改装の際には全ての店舗についてロボットが通る前提で設計を行っている。2022年12月27日には3000台の導入を完了し、この結果「ランチのピーク時の回転率は2％向上、スタッフの歩行数は42％減少、片付け完了時間は35％削減」という変化があったという。
すかいらーくホールディングスによるBellaBotの大量導入は飲食店業界で話題になった。BellaBotがこのように日本の飲食店で大規模に使用されることになったため、開発元のプードゥ・ロボティクスは「日本の飲食業界に旋風を巻き起こした」と評された。BellaBotはすかいらーくホールディングスの店舗をはじめとする「飲食店の顔」になりつつあると言われている。
この頃から、人手不足もあってホテルからレストランやバックヤードで配膳ロボットを使用したいというサービスロボット関連企業に対する問い合わせが増加したという。BellaBotは2021年10月にシャトレーゼが運用する富士見ヶ丘CCと都留CCのゴルフ場レストランでも導入された。
石川県の和倉温泉加賀屋や北海道の阿寒湖温泉鶴雅など、温泉旅館でも配膳ロボットの導入例がある。病院でのカルテ運搬や工場での物品運搬などに転用された例もある。

### その他の地域

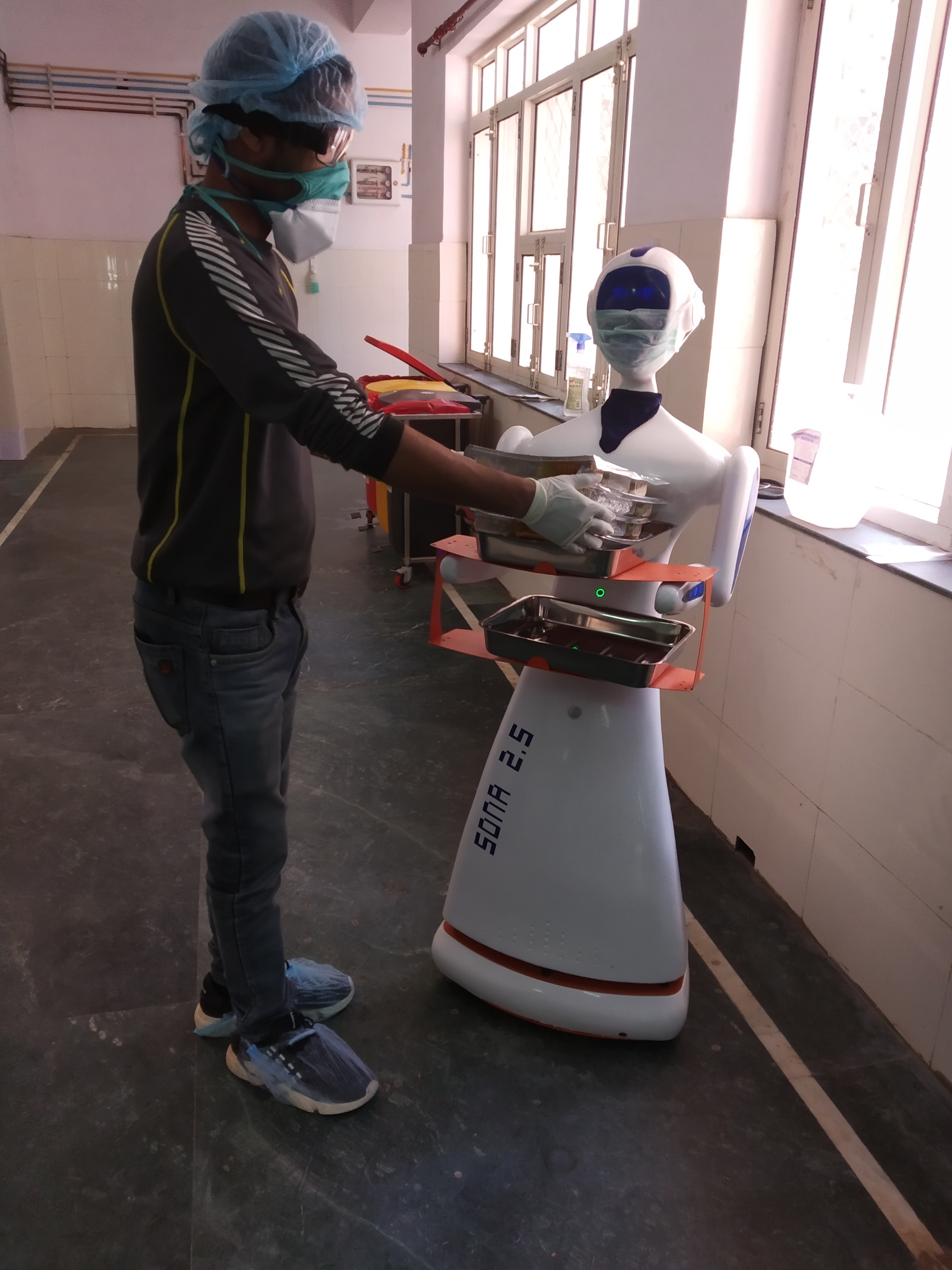
新型コロナウイルス感染症の流行中にジャイプールの病院で食事運搬のために使用されていたロボット

韓国の天安市にある新世界百貨店のフードコートでは国内最大手の配達アプリである「配達の民族」を開発したWoowa Brothersが開発した配膳ロボットDillyが2018年6月からテスト運用された。2019年11月には、大学のキャンパスを使用してDillyで食品を屋外配達するテストも実施された。韓国の半導体企業であるVision Semicolonも2019年よりスマートカフェ事業を開始し、配膳ロボット開発に乗り出している。
インドでは新型コロナウイルス感染症で隔離された患者に食事や薬などを運ぶため、病院で配膳ロボットが活用された。シンガポールなどでも病院で同様の試みが行われた。
アメリカ合衆国の飲食店においても、2021年頃からServiやBellaBotの導入事例が増えている。

## 受容

### 従業員からの評価
飲食店の種類によっては、配膳担当のスタッフがワゴンなどを押して1日10キロ近く歩く必要があることもある。注文された料理を運ぶために従業員が実施中の他の作業が中断されることもある。このような労務負担の軽減のために配膳ロボットを導入した飲食店においては、従業員が客席まで料理を持って移動する必要がなくなったために作業にかかる時間が大幅に短縮され、生産性が向上したと評価されており、従業員の満足度が向上する傾向が見られると指摘されている。
アメリカ合衆国でBellaBotを導入したアジア料理店の店主は、配膳ロボットは「言い争いもしないし、疲れもしない」のが良いところだと述べている。また、顧客はロボットにはクレームをつけないということも指摘されている。

### 顧客からの評価

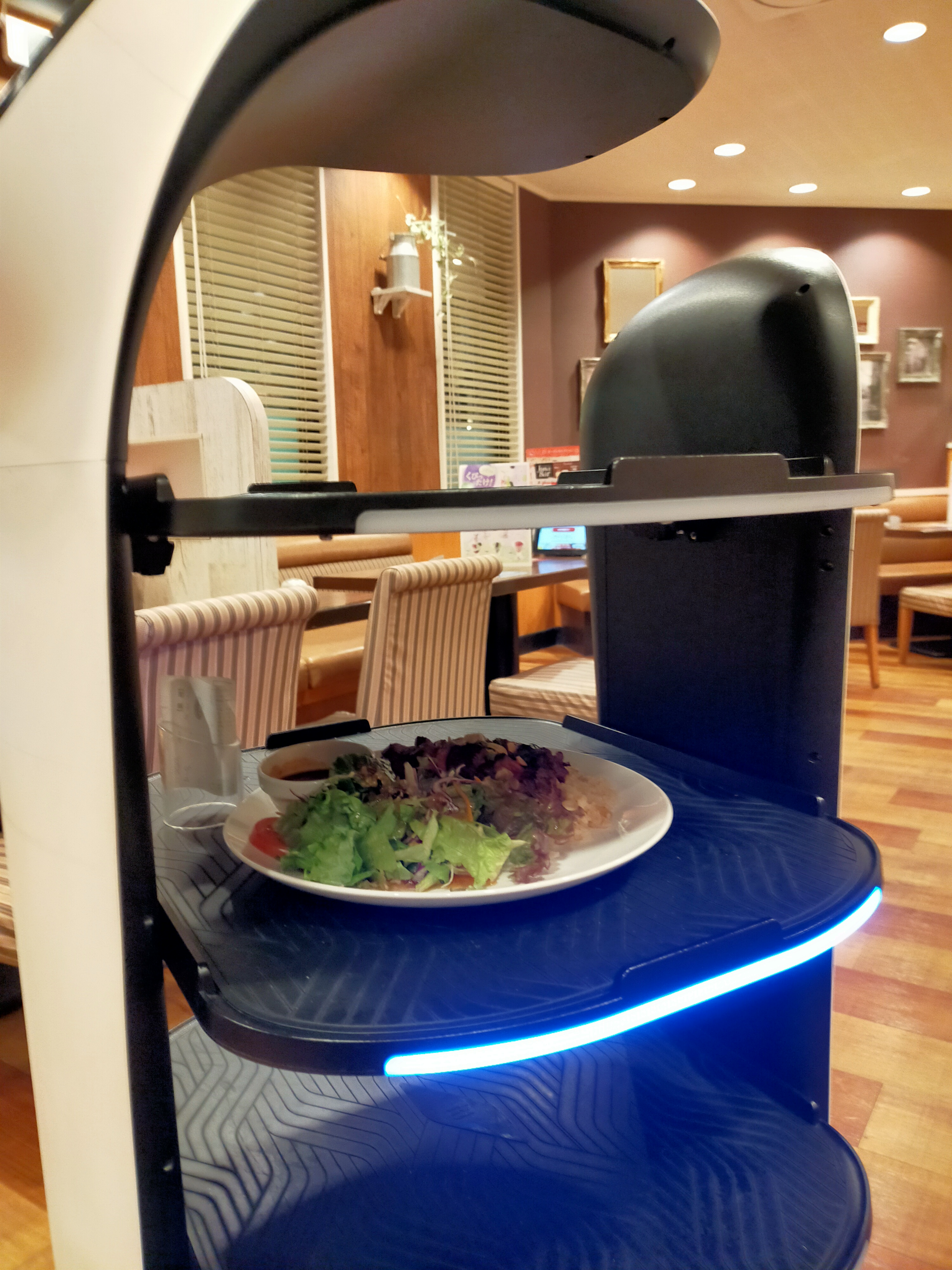
客席に料理を運ぶ配膳ロボット。顧客が頼んだ料理が載っているトレイが青く光り、顧客に皿をおろすよう促す。

配膳ロボットは子どもなどからは比較的好評であると考えられている。三笠会館が運営するTHE GALLEY SEAFOOD & GRILLが2020年に開店した際は、子どもの間で配膳ロボットの人気が大変高く、満員が続いたという。すかいらーくホールディングスがネコ型のBellaBotを導入した際も、かわいらしいということで子どもに人気があったという。アメリカ合衆国での導入事例でも、子どもはBellaBotの耳を触って喜んでいると報告されている。
一方、客席に配膳ロボットが到着した後、料理をロボットから下ろす動作は人間がしなければならないことが多いため、この点に関しては顧客が不満を抱くこともある。他の顧客が通路などで勝手に自分の料理に触ることを不安視する者もいる。